# Monique Coleman
Adrienne Monique Coleman (Orangeburg (South Carolina), 13 november 1980) is een Amerikaanse actrice en zangeres.
Ze is bekend van onder andere High School Musical, High School Musical 2 en High School Musical 3. Haar debuut was in 1995 in Mother of the River. Ze heeft ook een kleine rol gespeeld in The Suite Life of Zack & Cody. Bij het grote publiek brak ze door in de rol van Taylor McKessie in de jeugdfilm High School Musical.
Ze heeft in 2006 meegedaan aan de Amerikaanse Dancing with the Stars, samen met haar danspartner Louis van Amstel. Ze eindigde daar als vierde.

## Filmografie
- High School Musical 3: Senior Year - Taylor McKessie (2008)
- High School Musical 2: Sing It All or Nothing! - Taylor McKessie (2007)
- The Suite Life of Zack and Cody - Mary Margaret (2005-2006)
- High School Musical - Taylor McKessie (2006)
- The Reading Room - Leesha (2005)
- Boston Public - Molly (2003-2005)
- Veronica Mars - Gabrielle Pollard (2005)
- Malcolm in the Middle - Andrea (2004)
- Married to the Kellys - bediende (2004)
- 10-8: Officers on Duty - Maya Barnes (2004)
- Gilmore Girls - Andy (2004)
- The Nanny and the Professor - Andy (2004)
- Strong Medicine - Tanya (2003)
- The Ditchdigger's Daughters - jonge Donna (1997)
- Mother of the River - Dofimae (1995)

## Discografie
- High School Musical: The Soundtrack (2006)
- High School Musical 2: The Soundtrack (2007)
- High School Musical 3: The Soundtrack (2008)